# Општина Корби (Арђеш)
Корби (рум. Corbi) општина је у Румунији у округу Арђеш.
Oпштина се налази на надморској висини од 532 m.